# Кудровиці
Кудровиці (пол. Kudrowice) — село в Польщі, у гміні Паб'яниці Паб'яницького повіту Лодзинського воєводства.
Населення — 429 осіб (2011).
У 1975-1998 роках село належало до Лодзинського воєводства.

## Демографія
Демографічна структура станом на 31 березня 2011 року:
|          | Загалом | Допрацездатний вік | Працездатний вік | Постпрацездатний вік |
| -------- | ------- | ------------------ | ---------------- | -------------------- |
| Чоловіки | 218     | 48                 | 156              | 14                   |
| Жінки    | 211     | 39                 | 135              | 37                   |
| Разом    | 429     | 87                 | 291              | 51                   |